# Servicio ASAN
El servicio ASAN (ASAN xidmət) es una agencia de servicios a los ciudadanos y de las innovaciones sociales bajo el Presidente de la República de Azebaiyán. El Presidente de la Agencia es Ulvi Mehdiyev.

## Historia
El servicio fue establecida el 13 de julio de 2012 según el Decreto presidencial del número 685. El servicio se incluye en la composición de la Agencia Estatal de la Presidencia de la República de Azerbaiyán por Servicio e Innovación Social para los ciudadanos.

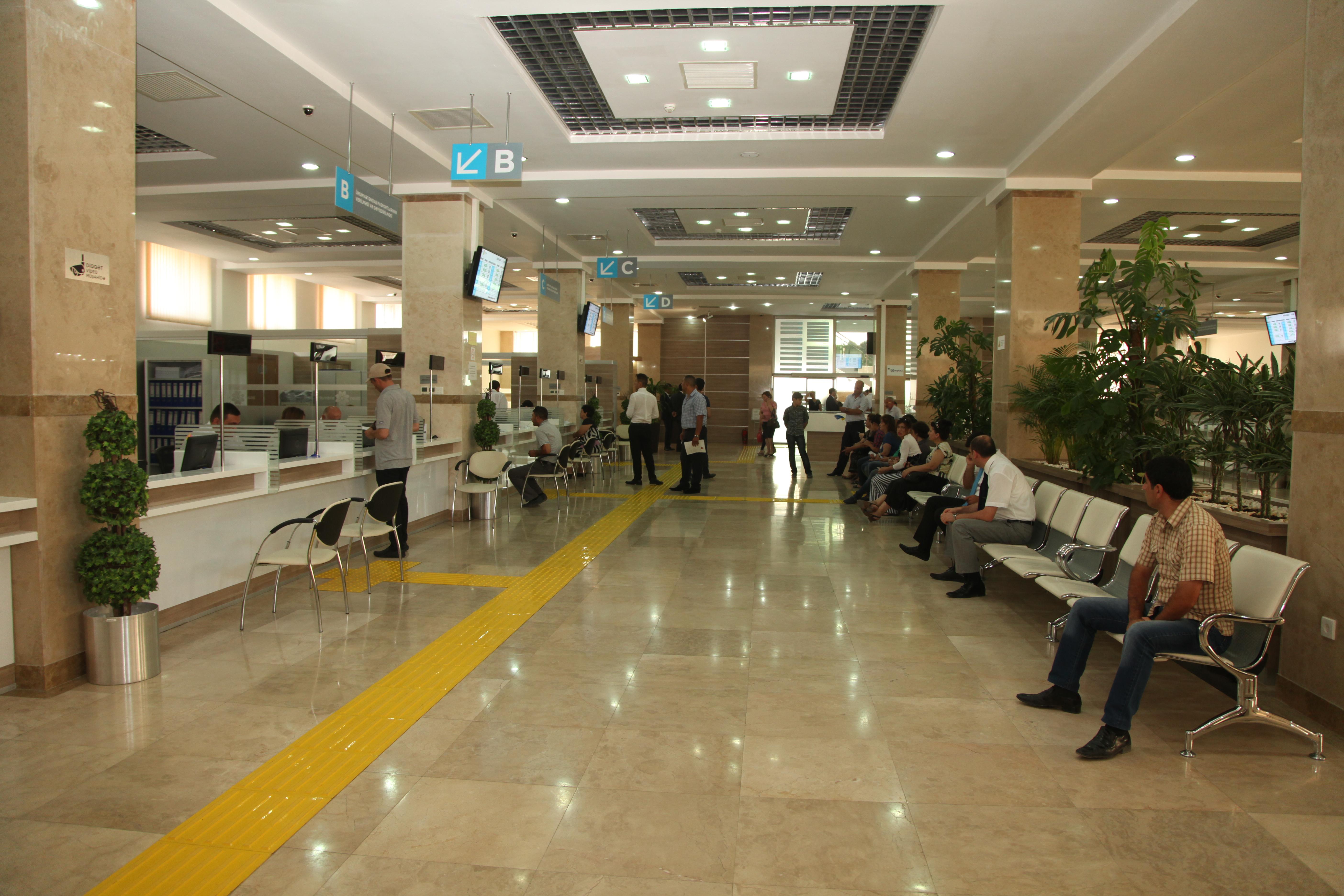
El primer centro del servicio “ASAN”

Los  servicios “ASAN” fue establecido con el objetivo de reducir los gastos y la pérdida de tiempo de los ciudadanos, logro de la observancia de un comportamiento educado, reglas éticas con respecto a los ciudadanos, aumento del nivel de profesionalismo, consolidación una vez más la confianza a las estructuras estatales, aumento de la transparencia, refuerzo de la lucha contra la corrupción, uso ampliamente de los servicios electrónicos, aumento de la utilidad de las reformas institucionales llevadas en esta rama.

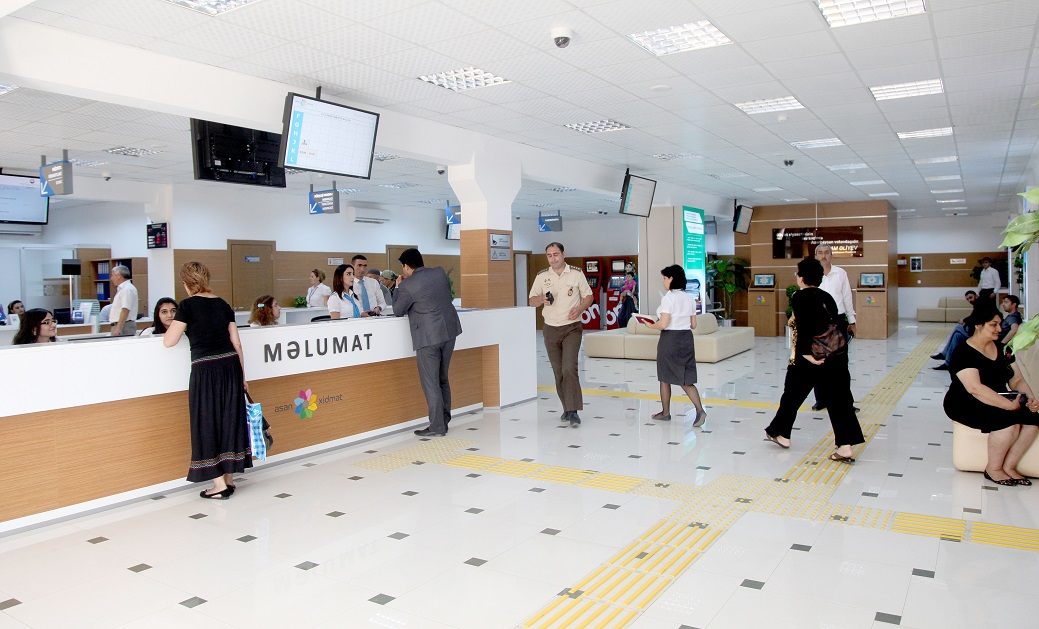
Sumgayit ASAN

## Centros
El primer centro del servicio “ASAN” fue inaugurado el 9 de diciembre de 2012 en Bakú; el presidente de la República de Azerbaiyán participó en la ceremonia de la inauguración. 

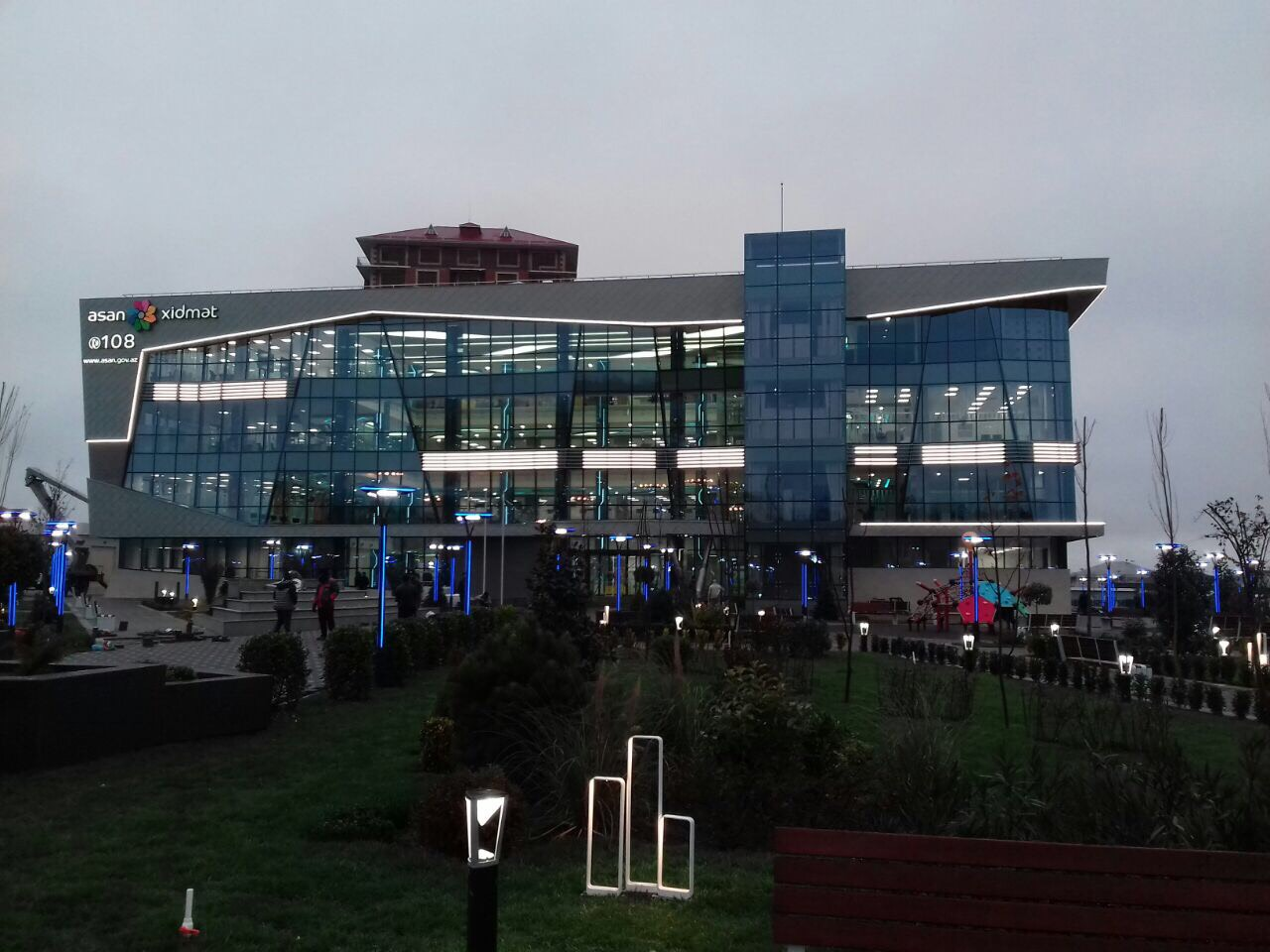
222.997x222.997px

El centro empezó a prestar los servicios a los ciudadanos el 15 de enero de 2013. En el mayo de 2013 se inauguró el centro en Sumgayit y el 21 de diciembre del mismo año en Ganya. El 15 de diciembre de 2014 el centro de los servicios “ASAN” se abrió en Sabirabad. Más tarde el 12 de marzo de 2015 otro centro se inauguró en Barda. El quinto centro del servicio de Bakú comenzó a funcionar el 14 de julio de 2015.  En 2016, en el marzo en Qabala y en el septiembre en Masalli fueron inaugurados dos centros de los servicios. En diciembre de 2017 se abrió el centro de servicios en Quba. El 27 de febrero de 2018 comenzó a prestar sus servicios el centro en Mingechevir.
En el junio de 2015 el servicio móvil “Səyyar ASAN” comenzó a prestar servicios en las regiones de Azerbaiyán, donde no existen los centros permanentes de “ASAN”.
En el diciembre de 2016 y el marzo de 2017, y con el objetivo de facilitar de la prestación de los servicios públicos a las personas y entidades en Bakú, fueron establecidos dos centros de los servicios comunitarios “ASAN Kommunal”.
A partir de enero de 2017 se puso en marcha el sistema electornico de visado – “ASAN Viza”.
| Centro       | Fecha de inauguración    | Actividad por las regiones                                      |
| ------------ | ------------------------ | --------------------------------------------------------------- |
| «ASAN» N.º 1 | 15 de enero de 2013      | Bakú                                                            |
| «ASAN» N.º 2 | 24 de mayo de 2013       | Bakú                                                            |
| «ASAN» N.º 3 | 17 de septiembre de 2013 | Bakú                                                            |
| «ASAN» N.º 4 | 7 de mayo de 2014        | Bakú                                                            |
| «ASAN» N.º 5 | 14 de julio de 2015      | Bakú                                                            |
| Sumgayit     | 3 de mayo de 2013        | Sumgayit, Abhseron, Khizi, Siyazan, Gobustan                    |
| Ganyá        | 21 de diciembre de 2013  | Ganyá, Shamkir, Gadabak, Dashkasan, Naftalan                    |
| Sabirabad    | 15 de diciembre de 2014  | Sabirabad, Saatly, Imishli, Kurdamir, Salyan, Beylagan, Shirvan |
| Barda        | 13 de marzo de 2015      | Barda, Aghdam, Aghdjabadi, Aghdash, Tartar                      |
| Masalli      | 3 de septiembre de 2016  | Masally, Djalilabad, Lankaran, Astara, Lerik y Yardimly         |
| Gabala       | 10 de agosto de 2016     | Gabala, Balakan, Ismailli, Aghsu, Shamakhi                      |
| Guba         | 7 de diciembre de 2017   | Guba, Gusaq, Khachmaz y Shabran                                 |
| Mingechaur   | 27 de febrero de 2018    | Mingechaur, Yevlakh, Goychay                                    |
| Imishli      | 22 de octubre de 2018    | Imishli, Saatly, Bilasuvar, Beylagan, Zardab y Fuzuli           |
| Sheki        | 29 de octubre de 2018    | Sheki, Gakh, Zaqatala, Balakan, Oghuz                           |

## Servicios

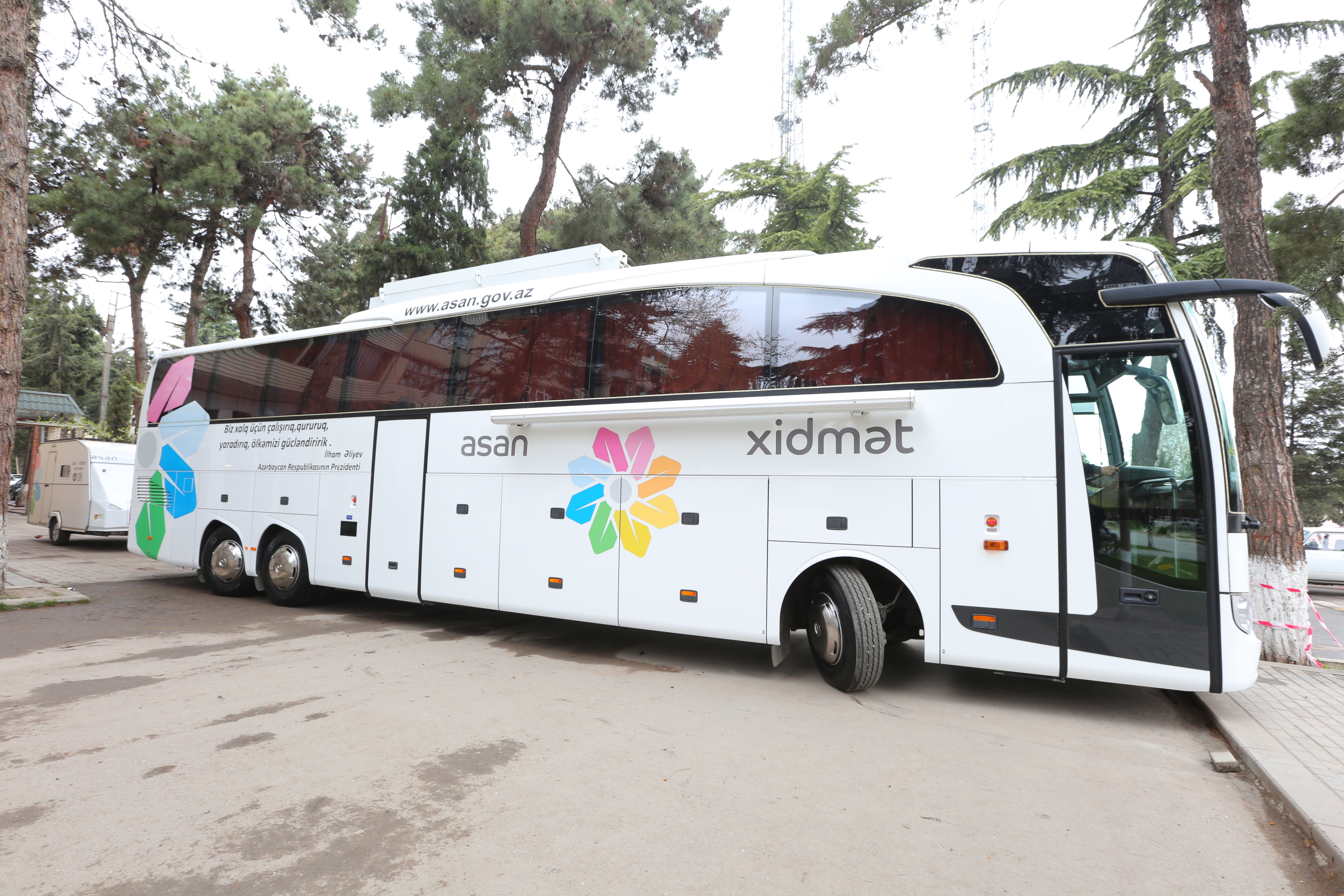
Səyyar ASAN

- Səyyar ASANLa emisión y renovación de las tarjetas de identidad
- La renovación de los permisos de conducir
- La expedición del certificado de antecedentes penales
- La expedición de los certificados del registro estatal inicial y nuevo de los derechos de propiedad
- El registro de Bienes inmuebles
- La expedición de los certificados técnicos de los apartamentos
- El registro de personas jurídicas
- La emisión y la renovación de los permisos de residencia temporal en el territorio azerbaiyana
- Percibir las pensiones laborales
- La inscripción de los nacimientos
- La inscripción de defunciones
- La inscripción del matrimonio
- La inscripción de la disolución del matrimonio
- La inscripción de las adopciones
- La inscripción de la paternidad
- El registro del cambio de nombre, apellido y patronímico
- Todos tipos de las certificaciones notariales, etc.[4]

## Centro de llamadas
En el servicio “ASAN”, los servicios se prestan por teléfono. “ASAN Call center” fue creado con el objetivo de la información pública sobre los servicios, prestado en los centros. El número de teléfono del centro es 108.

## Premios
2013 – Premio “Uğur”
2015 - Premio de las Naciones Unidas a la Administración Pública – Mejora de la prestación de los servicios públicos
2015 – Premio del Consejo británico de la seguridad en el  trabajo “Un enterno laboral seguro en la organización de la realización de los servicios públicos”